# Ljudmila Rogatjova
Ljudmila Vasiljevna Rogatjova (ryska: Людмила Васильевна Рогачёва), född den 30 oktober 1966 i Lad Balka, är en rysk före detta friidrottare som tävlade i medeldistanslöpning. Under början av sin karriär representerade hon Sovjetunionen.
Rogatjovas stora genombrott kom under 1991 då hon vann guld på 1 500 meter vid inomhus-VM i Sevilla. Senare samma år blev hon bronsmedaljör vid VM i Tokyo på samma distans.
Hon deltog även vid Olympiska sommarspelen 1992 där hon blev silvermedaljör efter Hassiba Boulmerka. 
Efter framgången vid OS blev hon även europamästerare 1994 på 1 500 meter och bronsmedaljör på 800 meter. Hon var även i två VM-finaler på 1 500 meter, vid VM 1993 och 1995 men slutade på trettonde plats respektive nia. Hennes sista stora mästerskap var Olympiska sommarspelen 2000 där hon blev utslagen i semifinalen på 1 500 meter.

## Personliga rekord
- 800 meter - 1.56,82
- 1 500 meter - 3.56,91